# 土桥镇 (汝城县)
土桥镇，是中华人民共和国湖南省郴州市汝城县下辖的一个乡镇级行政单位。

## 行政区划
土桥镇下辖以下地区：
佳富村、土桥村、龙谭桥村、寨富村、水口村、宽量村、西林村、横迳村、刘家岭村、黄家村、合兴村、金山村、黎明村、足田村、迳口村、东坑村、东槽村、青龙村、永安村、上槽村、坳口村、周家村和坳背村。